# Boeing CH-47 Chinook
Le CH-47 Chinook est un hélicoptère de manœuvre et d'assaut lourd d'origine américaine fabriqué par Boeing. Ses deux rotors contrarotatifs en tandem et sa forme en font un hélicoptère facilement reconnaissable.

## Développement
À la fin de 1956, le Département de l'armée des États-Unis a annoncé son intention de remplacer le Sikorsky CH-37 Mojave, propulsé par des moteurs à pistons, par un nouvel hélicoptère propulsé par une turbine à gaz. Les moteurs à turbine étaient également un élément clé de la conception du plus petit hélicoptère utilitaire UH-1 Huey. À la suite d'un concours de conception, en septembre 1958, un comité de sélection conjoint de l'armée et de l'armée de l'air recommanda à l'armée de se procurer l'hélicoptère de transport moyen construit par Vertol. Cependant, le financement nécessaire au développement à grande échelle n'était pas disponible à l'époque et l'armée hésitait quant à ses exigences de conception. Certains responsables de l'aviation militaire pensaient que le nouvel hélicoptère devrait être utilisé comme un transport tactique léger visant à reprendre les missions des anciens hélicoptères à moteur à pistons Piasecki H-21 et Sikorsky H-34, et être par conséquent capable de transporter environ 15 soldats (une escouade). Une autre faction de l'aviation militaire estimait que le nouvel hélicoptère devrait être beaucoup plus grand, lui permettant de transporter de grosses pièces d'artillerie et de posséder suffisamment d'espace interne pour transporter le nouveau système de missiles MGM-31 Pershing.
En 1957, Vertol commença à travailler sur un nouvel hélicoptère à rotors en tandem, désigné sous le nom de Vertol Model 107 ou V-107. En juin 1958, l'armée américaine attribua un contrat à Vertol pour l'acquisition d'un petit nombre de giravions, lui donnant la désignation YHC-1A. Comme ordonné, le YHC-1A possédait la capacité de transporter un maximum de vingt soldats. Trois ont été testés par l'armée pour obtenir des données techniques et opérationnelles. Cependant, le YHC-1A était considéré par de nombreuses personnalités parmi les utilisateurs de l'armée comme étant trop lourd pour le rôle d'assaut, tout en étant trop léger pour le rôle de transport plus général. En conséquence, il a été décidé d'acquérir un hélicoptère de transport plus lourd et, en même temps, de moderniser l'UH-1 « Huey » pour qu'il serve de transport de troupes tactique si nécessaire. Le YHC-1A serait amélioré et adopté par les Marines sous le nom de CH-46 Sea Knight en 1962. En conséquence, l'armée a émis une nouvelle commande à Vertol pour un dérivé agrandi du V-107, connu sous la désignation interne de l'entreprise sous le nom de modèle 114, auquel elle a donné la désignation de HC-1B. Le 21 septembre 1961, la présérie Boeing Vertol YCH-1B effectuait son premier vol stationnaire. En 1962, le HC-1B a été rebaptisé « CH-47A » sous le Système Tri-Service de désignation des appareils militaires américains ; il a également été nommé « Chinook » en l'honneur du peuple Chinook du nord-ouest de l'Amérique du Nord. Il était alors produit par Vertol Aircraft Corporation, devenue par la suite Boeing-Vertol puis Boeing Helicopters. Le premier appareil de série est livré le 16 août 1962 à l'United States Army.
C'est l'un des hélicoptères de son époque, avec le Mil Mi-8 et le Sud-Aviation SA321 Super Frelon, à disposer d'une rampe de chargement par l'arrière, rampe que l'on retrouve par la suite dans le Mil Mi-17 ou le NH-90.
L'appareil fut ensuite progressivement développé pour se muer en modèles C et D. Il fut construit également sous licence par Kawasaki Heavy Industries, Ltd., au Japon, et à environ 160 unités par Meridionali en Italie. Une version civile, le Boeing-Vertol 234 est construite à moins de quinze unités.
L'US Army transforma les 479 CH-47A/B/C en modèle D à partir de 1982 ; actuellement[Quand ?], ils sont en cours de transformation au standard CH-47F ICH (« Improved Cargo Helicopter ») pour l'US Army Aviation, regroupant les moyens aériens de l'armée de terre américaine. Le 160th SOAR (A) est la seule unité des opérations spéciales à utiliser le Chinook (les Special Operations Squadrons de l'US Air Force n'en ayant jamais été dotés), et ce depuis sa création.
En octobre 2011, plus de 1 180 exemplaires avaient été construits.
Cet hélicoptère constamment modernisé détient un record de longévité : engagé massivement lors de la guerre du Viêt Nam et lors de la guerre du Golfe, il l'est encore récemment en Afghanistan, en Irak, au Sahel. En juin 2016, environ 850 sont en service et l'US Army Aviation compterait le maintenir en service jusqu'en 2060.
Il est, dans les années 2000, fabriqué dans une usine de Ridley Township, en Pennsylvanie. Le programme occupe plus de 2 000 employés de Boeing et le rythme de production doit passer de quatre appareils par mois en 2010 à six par mois en 2012.
En août 2012, plus de 1 200 unités ont été livrées en 50 ans de production et plus de 800 sont en service. En 2021, plus de 900 sont en service.
En date de 2011, la livraison du dernier CH-47F/G était prévue pour 2019.

## Historique

### Guerre du Viêt Nam

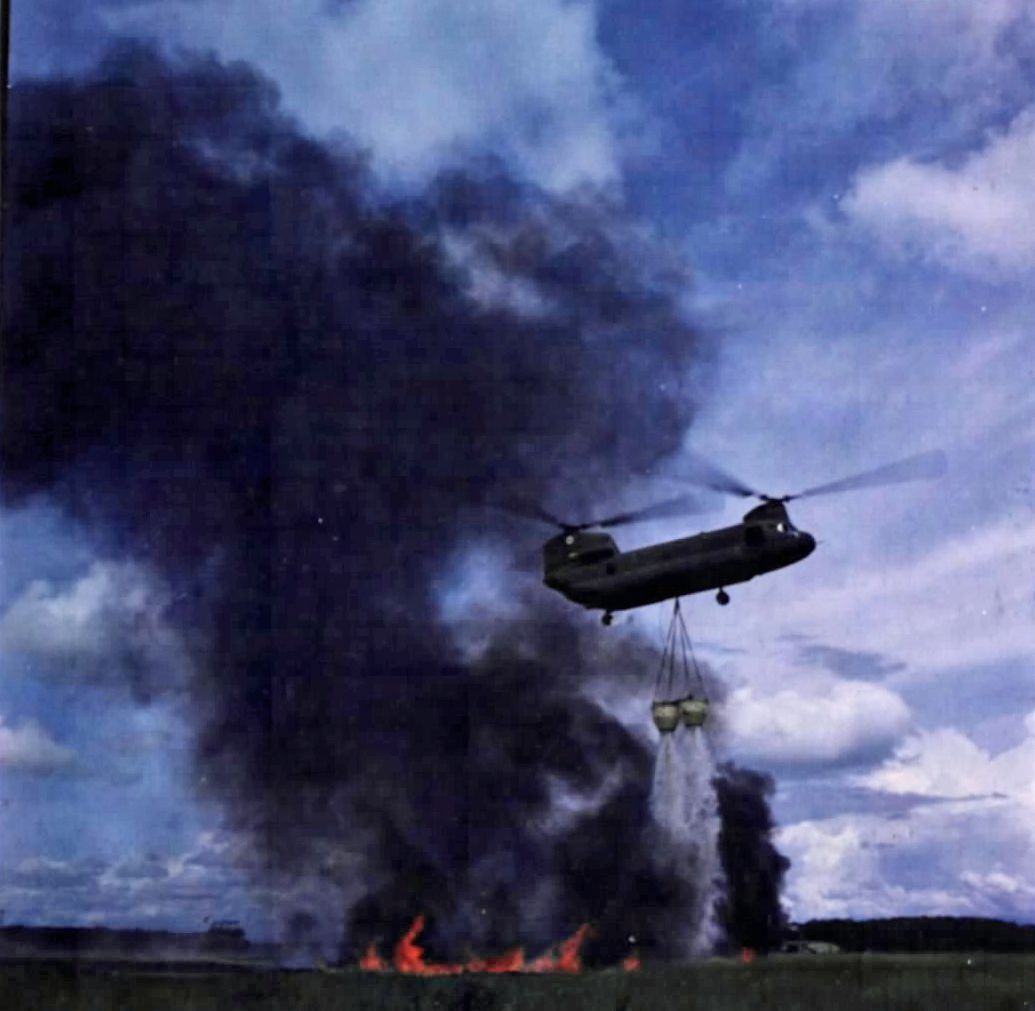
CH-47 en tant que Hélicoptère bombardier d'eau pendant la guerre du Viêt Nam.

La 1re division de cavalerie avait amené son bataillon Chinook organique (trois compagnies Chinook) dès son arrivée en 1965 et une compagnie distincte d'hélicoptères moyens d'aviation, la 147e, était arrivée au Viêt Nam le 29 novembre 1965. Cette dernière compagnie était initialement placée en soutien direct de la 1re division d'infanterie. Les équipages du CH-47 ont rapidement appris à monter une mitrailleuse M60 dans chacune des portes avant. Parfois, ils installaient également une mitrailleuse M2 pour tirer depuis la rampe arrière de l'hélicoptère.
Une des missions les plus spectaculaires au Viêt Nam pour les Chinook fut de placer des batteries d'artillerie dans des positions montagneuses périlleuses inaccessibles par tout autre moyen, puis de les réapprovisionner en grandes quantités de munitions. La 1re division de cavalerie a constaté que ses CH-47 étaient limités à une charge utile de 3 200 kg lorsqu'ils opéraient dans les montagnes, mais pouvaient transporter 450 kg supplémentaires lorsqu'ils opéraient en basse altitude.
Comme pour tout nouvel équipement, le Chinook présentait un problème majeur « d'éducation du client ». Les commandants et les chefs d'équipage devaient constamment veiller à ce que les soldats ne surchargent pas le compartiment arrière. Il faudra également un certain temps avant que les troupes soient expertes dans l'utilisation des charges sous élingue. Le Chinook s'est rapidement révélé être un aéronef si précieux pour le mouvement de l'artillerie et la logistique qu'il a rarement été utilisé comme transport de troupes d'assaut. Une partie de la flotte Chinook était utilisée pour l'évacuation des blessés, et en raison de la très forte demande d'hélicoptères, ils étaient généralement surchargés de blessés. Un minimum de 155 CH-47 ont été détruits pendant la guerre du Viêt Nam.

## Versions

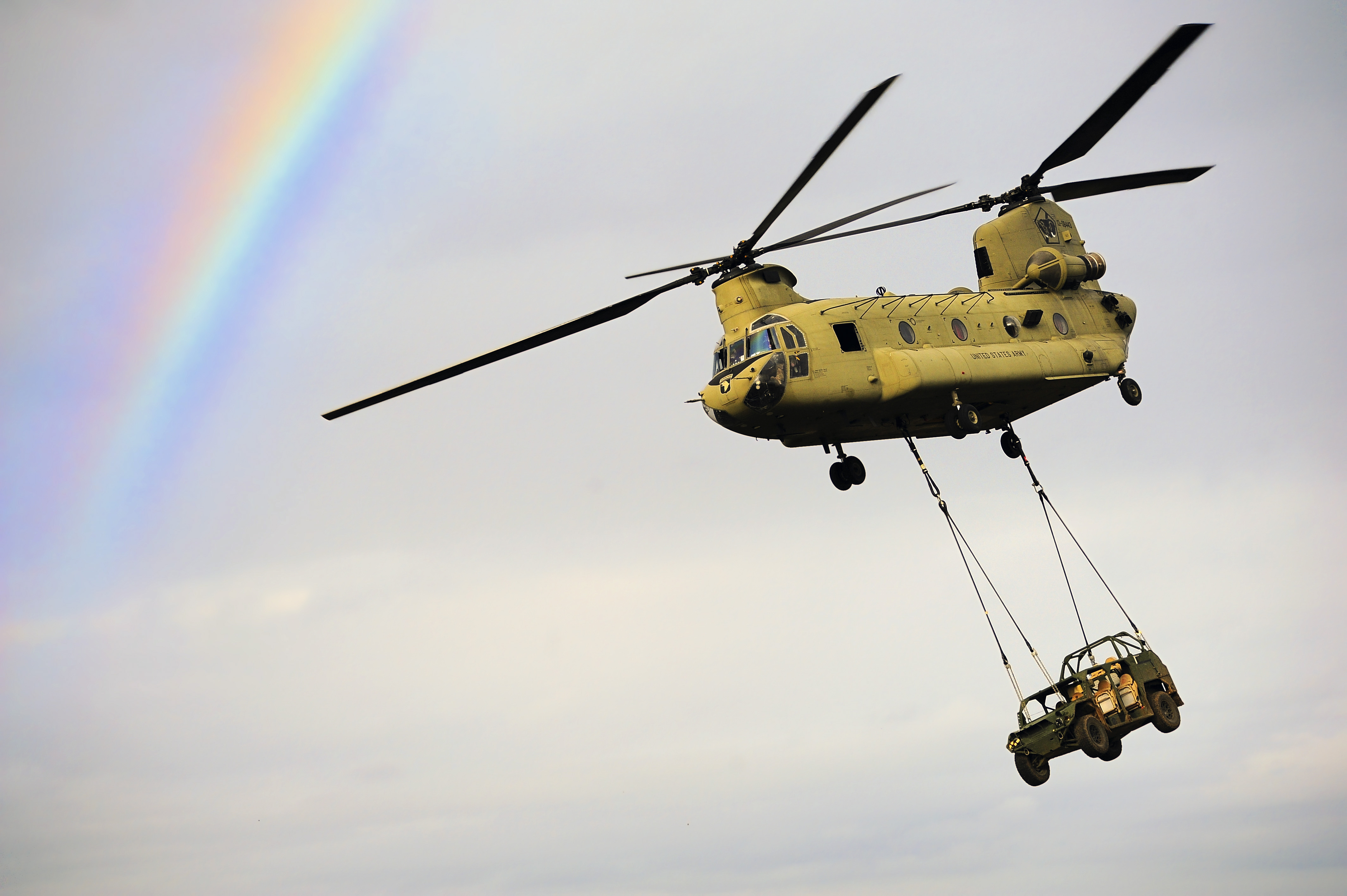
Un CH-47 Chinook de la 173e brigade aéroportée des États-Unis durant un exercice en Italie. Janvier 2021.

### CH-47A
Première version, le CH-47A est entré au service au Viêt Nam dès 1966. Il était à l'origine propulsé par des moteurs Lycoming T55-L-5 de 2 200 ch, puis par des T55-L-7 de 2 650 ch ou des T55-L-7C de 2 850 ch. Sa masse maximale était de 33 000 livres (15 tonnes) et il pouvait transporter 33 soldats. Un total de 349 exemplaires en ont été construits.

#### ACH-47A
L'ACH-47A (parfois appelé A/ACH-47A, pour « Armed/Armored » CH-47A, et surnommé « Guns A Go-Go ») désigne quatre CH-47A modifiés en 1965 comme hélicoptères « gunships », dont trois seront envoyés au Viêt Nam. Bien qu'ayant une très grande puissance de feu, les ACH-47, peu manœuvrables et imposants, furent des cibles faciles pour les Việt Cộngs, et en 1968, seulement un des ACH-47A était encore en état de voler. Le programme fut rapidement arrêté.

### CH-47B
Le CH-47B est une première amélioration du CH-47A. Motorisé par des AlliedSignal T55-L-7C de 2 850 ch, il a également subi un certain nombre de modifications concernant les parties dynamiques.

### CH-47C
La désignation CH-47C concerne en fait trois sous-versions du Chinook. La première est équipée de moteurs Lycoming T55-L-7C de 2 850 ch. Le « Super C » avait des Lycoming T55-L-11 de 3 750 ch, une masse maximale portée à 46 000 livres (18,5 tonnes) et un Pitch Stability Augmentation System (PSAS). Des problèmes avec les T55-L-11 ont fait que les appareils avaient été temporairement équipés de T55-L-7C, et les « Super C » ainsi équipés ont été surnommés « Baby C ».
Les CH-47A, B et C n'ont pu recevoir de certification de la FAA pour des usages civils en raison de l'absence d'un système hydraulique redondant.

#### CH-47C «special operations aircraft»
Le 160th SOAR (A), lors de sa création en 1980, intègre une unité volant sur CH-47C, la compagnie A du 159th Assault Support Helicopter Battalion. L'unité, qui dispose de huit CH-47C, s'entraîne aux opérations spéciales et notamment au vol de nuit, en utilisant des intensificateurs de lumière AN/PVS-5. Le rôle prévu de ces CH-47C dans l'opération Eagle Claw, destinée à libérer les otages retenus à l'ambassade américaine de Téhéran, était de transporter le nécessaire pour créer des FARP (Forward Area Refuel/rearm Points, en français : « points de ravitaillement/réarmement de l'avant ») pour les autres hélicoptères de l'unité (UH-60, AH-6 et MH-6).

#### Chinook HC.1

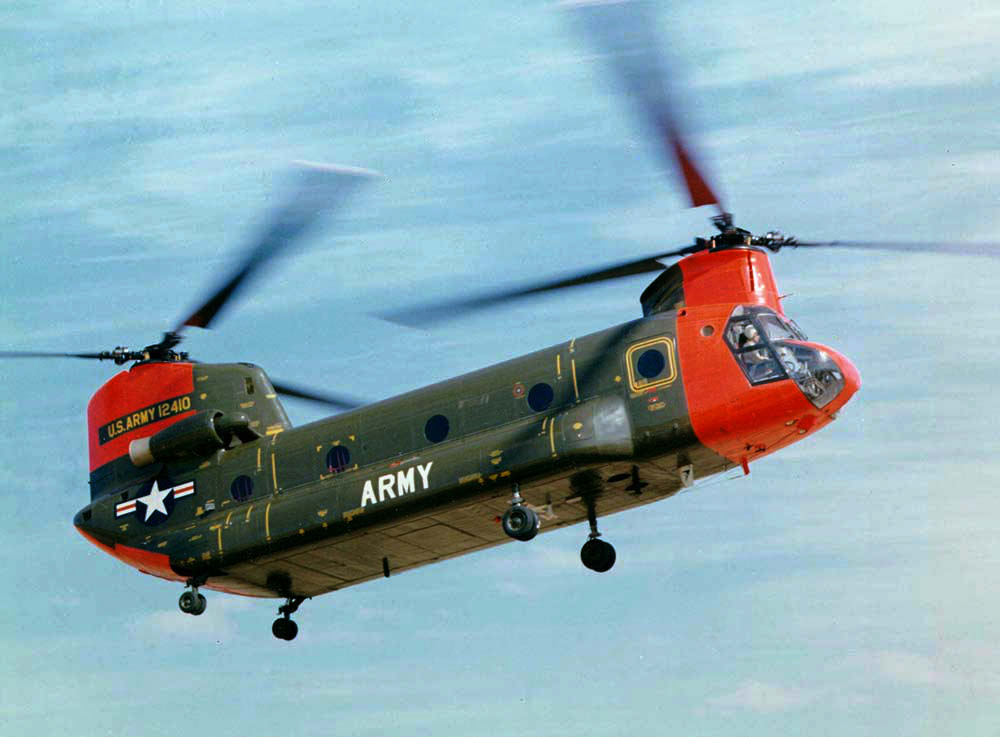
HC-1B testé et évalué en vol à la fin des années 1950.

Nom donné dans la Royal Air Force au CH-47C. Par la suite, les pales de rotor métalliques ont été remplacées par des pales en matériau composite, et les appareils ont été appelés « Chinook HC-1B ».

#### ICH-47F (CH-47C Plus)
Version destinée à l'export pour l'armée italienne et fabriquée par AgustaWestland (fusionnée avec Leonardo-Finmeccanica en 2016). Elle est équipée de systèmes d'autoprotection, de communications sécurisées et de liaison de données de pointe et repose sur deux moteurs Honeywell T55-GA-714A. Le vol inaugural a eu lieu le 24 juin 2013.

### CH-47D
Le CH-47D partage la même cellule que les modèles précédents, la principale différence étant l'adoption de moteurs plus puissants. Les premiers CH-47D furent à l'origine propulsés par deux moteurs T55-L-712, le moteur le plus commun étant maintenant le T55-GA-714A. Avec son système de fret à triple crochet, le CH- 47D peut transporter des charges lourdes en interne, et jusqu'à 12 tonnes (telles que des conteneurs de 12 mètres) en externe. Le modèle « D » est introduit en 1979. Dans les opérations d'assaut, il sert souvent de transport principal pour les obusiers de 155 mm M198, leurs munitions et un équipage de 11 hommes. Le CH-47D reçut également une avionique avancée, comme un système GPS. Presque tous les CH-47D de l'armée américaine étaient des conversions de modèles précédents A, B, C et un total de 472 de ces machines fut converti en modèle « D ». Le dernier modèle « D » fut livré à l'armée de réserve des États-Unis, situé à Fort Hood, au Texas, en 2002.
Les Pays-Bas acquirent l'ensemble des sept CH-147 survivants des Forces canadiennes et procédèrent à leur mise à niveau à la norme CH-47D. Six CH-47D neufs furent livrés en 1995, portant le total à 13 machines. Les CH-47D Néerlandais disposent d'un certain nombre d'améliorations par rapport à ceux de l'armée américaine, y compris un nez modifié pour accueillir un radar météo Bendix, un « glass cockpit », et l'amélioration des moteurs T55-L-714. En 2011, Singapour possédait 18 CH-47D et SD, dont douze Chinook « Super D ». En 2008, le Canada achète six CH-47D américains pour les forces canadiennes d'Afghanistan, pour la somme de 252 millions de dollars.

### CH-47F
Le CH-47F possède une cellule et une avionique modernisées, ainsi qu'un poste de pilotage automatique numérique. Le premier exemplaire est sorti des chaînes de montage en août 2006 et le 100e terminé le 22 juillet 2010. En septembre 2013, 256 des 464 prévus par l'US Army Aviation ont été livrés. En 2019, Boeing travaille sur une version CH-47F+. La nouvelle version du moteur, le T55-GA-714C, testée fin 2021, atteint 6 000 ch, le triple qu'à ses débuts. Le CH-47F Block II effectue son premier vol le 8 avril 2024, il dispose d'une charge utile de 12 565 kg.

## Opérateurs militaires

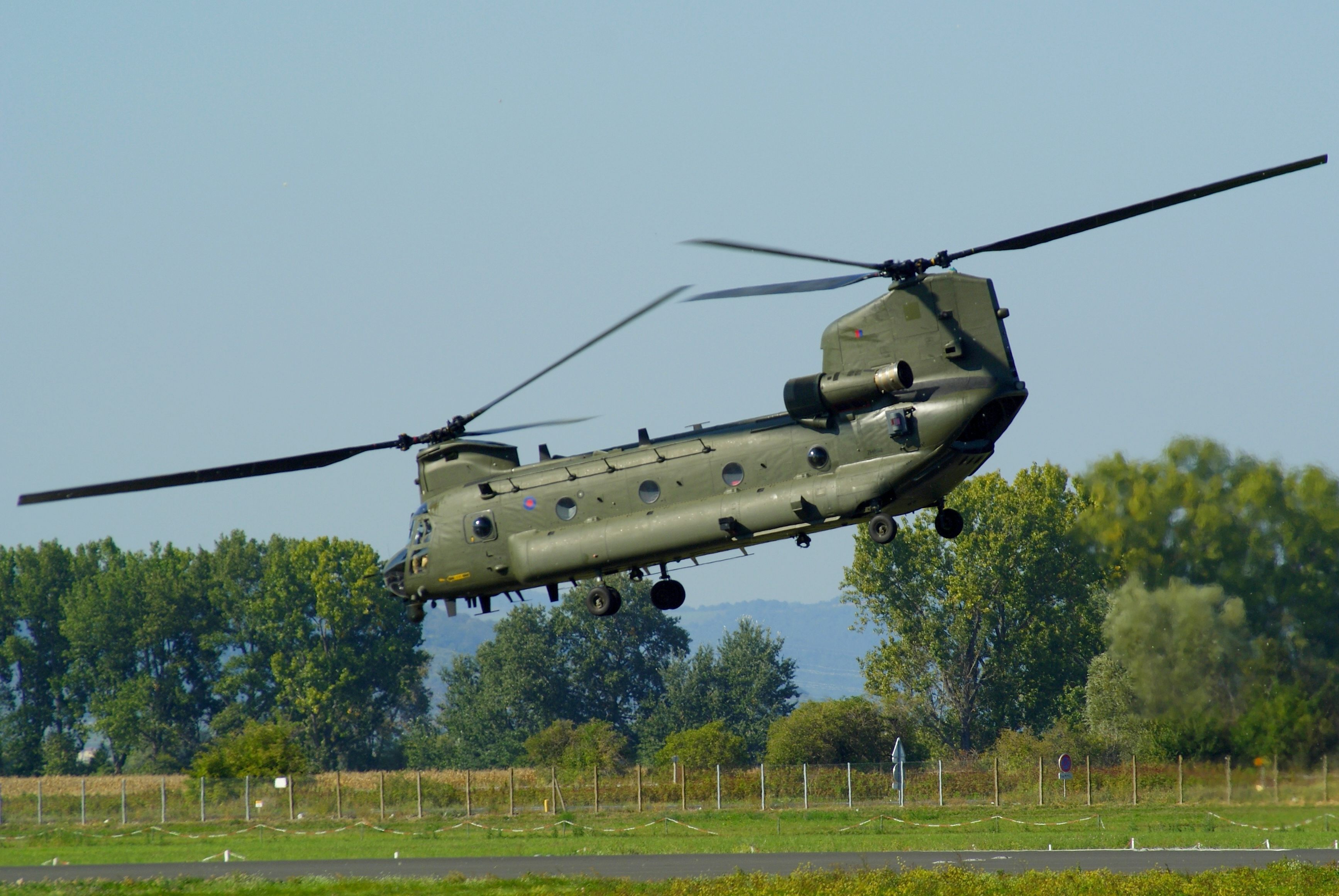
Chinook de la RAF à Clermont-Ferrand en 2011.

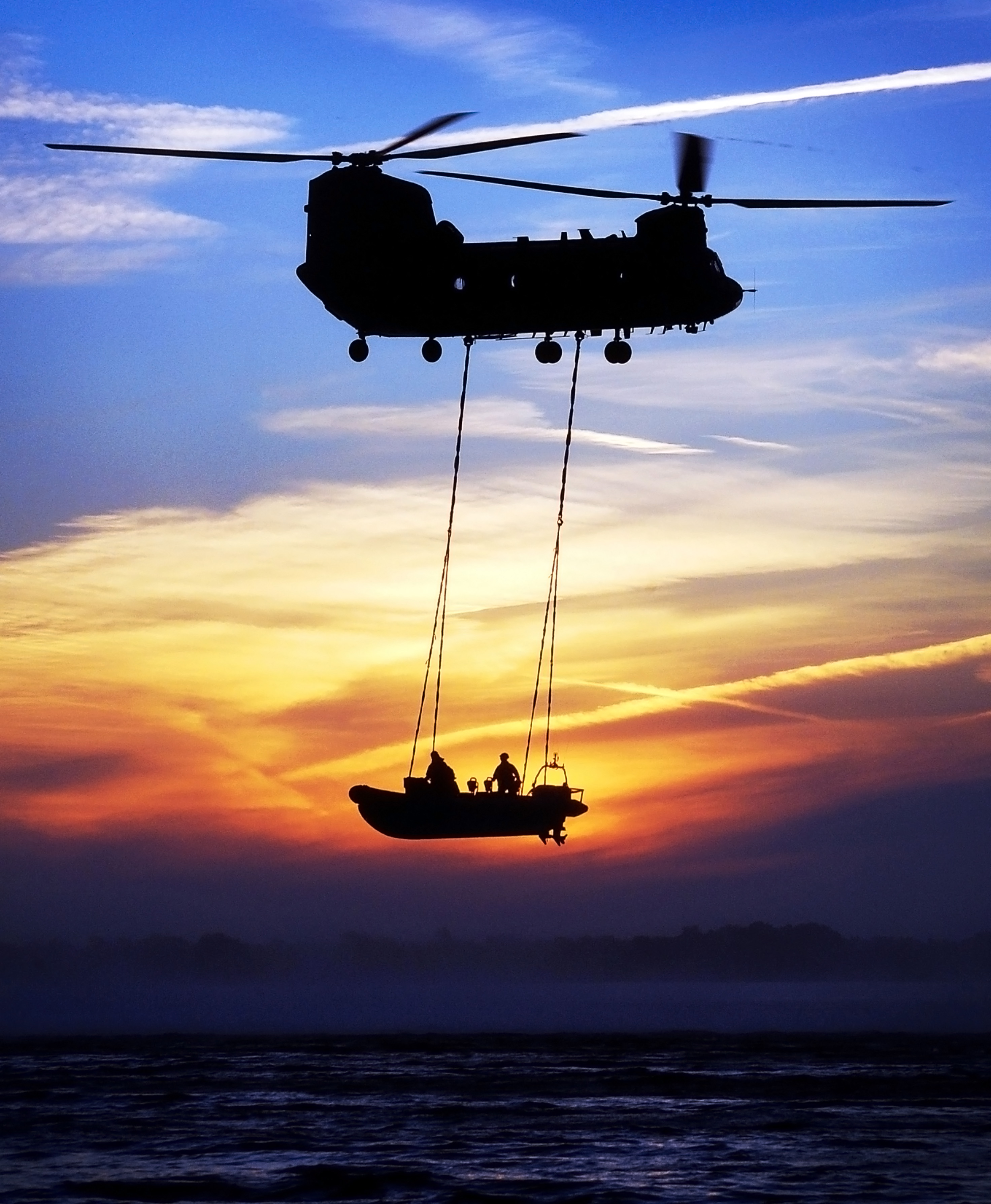
Un Chinook transportant un bateau semi-rigide du corps des Royal Marines et son équipage au-dessus de la baie de Studland, dans le comté de Dorset, au Royaume-Uni.

Le Chinook est ou fut utilisé au total par vingt nations, sans compter les versions civiles :
- Allemagne : 60 CH-47F Block II avec ravitaillement en vol[20] devant être livrés, selon les prévisions de janvier 2024, entre mi-2027 et 2032 à la suite d'un contrat de 2023[21]
- Argentine : CH-47C ;
- Australie : CH-47D, quatorze CH-47F mi-2022 prévus[22] ;
- Canada : CH-47D de 1974 à 1991, huit commandés, un perdu lors de sa livraison remplacé par un autre appareil, un autre accidenté le 17 août 1982, puis six hélicoptères d'occasion ont été déployés en Afghanistan à partir de fin décembre 2008, un sera détruit au combat le 5 août 2010 et un second accidenté le 15 mai 2011[23]. Ils sont remplacés par quinze CH-47F livrés entre 2013 et 2015[24],[25] ;
- Corée du Sud : 18 CH-47D pour l'armée de terre et 7 HH-47D pour les forces aériennes ;
- Émirats arabes unis : 8 CH-47D livrés par la Libye entre 2002 et 2003[26] ;
- Égypte : CH-47C/D ;
- Espagne : 17 CH-47D depuis le début du XXIe siècle ; les Forces aéromobiles de l'Armée de terre espagnole ont reçu leurs premiers Chinook en 1975[27] ; les CH-47D sont convertis en CH-47F pour 820 M€ à partir de août 2021[28] ;
- États-Unis : actuellement : CH-47D, MH-47D/E, CH-47F, MH-47G (4 en novembre 2021 sur 30 commandes à cette date[29]) ; en projet : HH-47 ; retirés du service : CH-47A/B/C, ACH-47A, CH-47C, CH-47C/D SOA ;
- Grèce: CH-47D ;
- Iran : 20 CH-47C reçus dans les années 1970 par l'État impérial d'Iran ;
- Italie : 16 ICH-47F prévus pour être livrés entre 2014 et 2017, et une option sur quatre modèles supplémentaires[15] ;
- Inde : 15 CH-47F commandés fin 2015[30], livraison entre 2019 et mars 2020[31] ;
- Japon : 50 CH-47J/JA pour les forces terrestres et 15 dans la force aérienne le 31 mars 2022[32] ;
- Libye : 20 CH-47C construits en Italie livrés entre 1977 et 1980. 7 en service début 2011, 2 en 2016[26] ;
- Maroc : 3 CH-47D acquis d'occasion en septembre 2015[33]. 9 CH-47C achetés dans les années 1970, 2 se sont écrasés, les 7 autres ont été retirés du service ;
- Pays-Bas : 11 CH-47D et 6 CH-47F en 2015. Les Pays-Bas ont notifié en septembre 2015, par demande FMS (Foreign Military Sale), la volonté d'acquérir quatorze CH-47F et de moderniser les six qu'ils possèdent en service pour un montant de 836 millions d'euros. Les vingt unités doivent être en service en 2019 au sein du 298e escadron de la force aérienne royale néerlandaise[34]. En décembre 2020, Boeing annonce que les hélicoptères ont été livrés[35] ;
- Royaume-Uni : 30 sont commandés en février 1978 pour 200 millions de dollars américains, les premiers Chinook HC.1, équivalents aux CH-47C, entrent en service en décembre 1980 dans la Royal Air Force ; Huit autres HC.1 furent livrés de 1984 à 1986, avec les turbomoteurs Lycoming T55-L-712 du CH-47D. Le remplacement des pales métalliques du rotor du HC.1 par des pales en matériau composite d'aluminium et de fibres de verre a valu à ces appareils le nom de Chinook HC.1B. Tous les appareils restants ont ensuite été renvoyés à Boeing et mis à niveau selon la norme Chinook HC.2 puis HC.2A (CH-47D) (Chinook HC.2 et HC.2A) à partir de 1993. En 2009, la flotte compte 48 Chinook. Quatorze CH-47F supplémentaires désignés HC6 sont les derniers livrés  jusqu'en 2015. En 2022, la flotte est composée de Mk5, Mk6 et Mk6a.b. Certains des Chinook Mk6a étaient auparavant des Mk4 avant leur mise à niveau.

Ces hélicoptères ont été déployés de façon permanente en Afghanistan à partir d'avril 2006 et au Sahel en 2019/2020 (Barkhane) ;
- Singapour : 6 CH-47D et 10 CH-47SD ;
- Taïwan : 9 CH-47SD livrés en 2002, 3 Boeing 234 dans les années 1980 qui ont servi dans l'armée de Terre, puis comme bombardier d'eau au service des forêts puis au Corps national de service aéroporté jusqu'en 2015 ;
- Thaïlande : 6 CH-47D livrés entre juillet 1991 et juin 1992 ;
- Turquie : 11 CH-47F (6 livrés en 2016, 5 en 2018[36]).